# Сант'Орсола Терме
Сант'Орсола Терме (итал. Sant'Orsola Terme) је насеље у Италији у округу Тренто, региону Трентино-Јужни Тирол.
Према процени из 2011. у насељу је живело 906 становника. Насеље се налази на надморској висини од 951 м.

## Становништво
Према резултатима пописа становништва 2011. у општини је живело 1.073 становника.
| 1931. | 1936. | 1951. | 1961. | 1971. | 1981. | 1991. | 2001. | 2011. |
| ----- | ----- | ----- | ----- | ----- | ----- | ----- | ----- | ----- |
| 965   | 961   | 953   | 960   | 904   | 800   | 789   | 906   | 1.073 |